# Pianissimo possibile
Pianissimo possibile (ook wel pianississimo genoemd) is een Italiaanse muziekterm voor dynamieknotatie die aangeeft dat een passage zo zacht mogelijk gespeeld moet worden. Pianissimo possibile wordt aangegeven met ppp in vette cursieve schreefletters. Het symbool staat, net als de andere graden van klanksterkte, onder de desbetreffende partij, maar in vocale partijen met gezongen tekst juist boven de notenbalk, en in partijen met twee balken zoals voor piano, harp, orgel, tussen de balken, tenzij beide balken verschillende dynamiek benodigen.

## Trivia
In partituren van laatromantische muziek is een viervoudig piano, pppp, niet ongebruikelijk.
In de finale van Tsjaikovsky´s Symphonie pathétique noteert de componist direct voor de coda een vijfvoudig piano, ppppp, voor de trombones en de bastuba. 

Uitzonderlijk is in het eerste deel van dezelfde symfonie wel het zesvoudige piano, pppppp, waarmee de fagot de zeer zachte melodie van de klarinet overneemt. Dat gebeurt vlak voordat dan plotseling het Allegro vivo van de doorwerking losbreekt.